# Atractotomoidea
Atractotomoidea is een geslacht van wantsen uit de familie van de Miridae (Blindwantsen). Het geslacht werd voor het eerst wetenschappelijk beschreven door Yasunaga in 1999.

## Soorten
Het genus bevat de volgende soorten:

- Atractotomoidea castanea Yasunaga, 1999
- Atractotomoidea insulicola Yasunaga, 2010
- Atractotomoidea izyaslavi Yasunaga, 2010
- Atractotomoidea monticola Duwal, Yasunaga & Lee, 2010
- Atractotomoidea orientalis Duwal, Yasunaga & Lee, 2010